# Rhamphomyia vernalis
Rhamphomyia vernalis är en tvåvingeart som beskrevs av Saigusa 1964. Rhamphomyia vernalis ingår i släktet Rhamphomyia och familjen dansflugor. Inga underarter finns listade i Catalogue of Life.